# Ermin Bičakčić
Ermin Bičakčić (Zvornik, 1990. január 24. –) bosnyák válogatott labdarúgó, jelenleg a Hoffenheim hátvédje.

## Fordítás
Ez a szócikk részben vagy egészben  az   Ermin Bičakčić című angol Wikipédia-szócikk fordításán alapul.  Az eredeti cikk szerkesztőit annak laptörténete sorolja fel. Ez a jelzés csupán a megfogalmazás eredetét és a szerzői jogokat jelzi, nem szolgál a cikkben szereplő információk forrásmegjelöléseként.